# 江暉 (正德進士)
江暉（1495年—1530年），字景孚，號亶爰，浙江杭州府仁和縣人，民籍，明朝政治人物。

## 生平
正德十一年（1516年）丙子科浙江鄉試第二十名舉人，十二年（1517年）中式丁丑科會試第四名，二甲第十三名進士。選翰林院庶吉士，授編修。十四年（1519年）明武宗南巡之爭中，與舒芬等進諫勸阻被施杖刑，貶廣德州知州。十六年（1521年）明世宗繼位後，復任編修，升修撰。嘉靖六年（1527年）十一月外調為河南僉事，因病未赴任，告病歸家卒。

## 家族
曾祖江通，封禮科給事中；祖父江玭，山東布政使司右參政 贈太中大夫資治少尹；父江瀾，南京禮部尚書 贈資德大夫太子少保。母王氏（封太夫人）。慈侍下。兄江曙、江時、江曉（工部右侍郎）、江昕（監生），弟江曜（中書舍人）、江昉、江曄。
祖父江玭、父江瀾、兄江曉、侄江圻、侄孫江鐸均為進士出身。